# María Embriaco
María Embriaco (antes de octubre de 1274 – Nicosia, 4 de septiembre de 1334) fue la señora titular de Gibelet desde 1310 hasta 1334.

## Familia
Era la hija de Guido II Embriaco, señor de Gibelet y de Margarita Grenier, hija de Julián Grenier, el último conde de Sidón.
Después de la caída de la ciudad de Gilbelet, María se trasladó a Chipre donde se casó en 1295 con Felipe de Ibelín, senescal de Chipre.Con Felipe tuvo cinco hijos:
- Juan de Ibelín (1302 – después de 1317).
- Guido de Ibelín, senescal de Chipre (fallecido alrededor de 1350/1360), se casó con Margarita de Ibelín.
- Balián de Ibelín (fallecido en 1349), se casó con una mujer también llamada Margarita de Ibelín, pero no tuvo descendencia.
- Isabel de Ibelín (1300 – después de 1342), se casó con Fernando de Mallorca, príncipe de Acaya (fallecido en 1316).
- Helvis de Ibelín (1307 – después de 1347), se casó en 1324 con Enrique II de Brunswick-Grubenhagen.